# Cylindromyrmex brevitarsus
Cylindromyrmex brevitarsus é uma espécie de inseto do gênero Cylindromyrmex, pertencente à família Formicidae.